# 岩岡巽
岩岡 巽（いわおか たつみ、1893年 - 1955年）は、日本の撮影技師、映画監督である。日本映画初期の映画撮影のパイオニアとして知られる。

## 来歴・人物
映画用カメラが輸入され製作が開始される明治後期に、初期のドキュメンタリー映画の撮影に携わる。1905年（明治38年）2月に公開されている、日露戦争旅順攻囲戦のアナトーリイ・ステッセリと乃木希典の「水師営の会見」（同年1月5日）に立ち会った『日露戦争活動写真』は岩岡の撮影による。同作プリントは現存している。1906年（明治39年）に設立された梅屋庄吉のM・パテー商会の前身、「M・パテー活動写真会」に入社、当時の多くの記録およびプリントは散逸しているが、同社の「大久保撮影所」が開所された1909年（明治42年）5月23日に「第一文明館」で公開された『日本桜』という作品が記録に残っている。同作は、同社の活動弁士で「弁士養成所」主任だった岩藤思雪の監督デビュー作で、主演は新派の俳優関根達発であった。
1912年（大正元年）10月のM・パテーが4社合併で日活となり、大久保撮影所が閉鎖されて以降の岩岡の動きは不鮮明だが、1919年（大正8年）に高松豊次郎の活動写真資料研究会の設立に参加、同会の「吾嬬撮影所」で、第1作の山根幹人監督・脚本『日本労働問題』の撮影技師をつとめ、同作は同年11月17日に神田青年館で公開された。翌1920年（大正9年）公開の第2作の『生活安定の巻』には撮影のほかに脚本・監督としてクレジットされており、同作はプリントが現存、国立近代美術館フィルムセンターに所蔵されている。翌1921年（大正10年）は、引き続き山根監督の『なまけ兵六』に撮影としてクレジットされている。同作は浅草公園六区の映画館「大東京」で、同年11月14日に公開された。
このころ下谷区根岸（現在の台東区根岸）で「岩岡商会」を設立し、写真とドキュメンタリー映画のための「撮影所」ももっていた。同社では、1923年（大正12年）9月1日の関東大震災のドキュメンタリー映画を撮影しており、現存する震災のフィルムは岩岡率いる同社撮影のものがほとんどであるというが、当時の文部省社会教育課がオフィシャルに撮影を発注したのは芹川政一（アニメ監督・芹川有吾の父）の東京シネマ商会であり、撮影は同社の白井茂であったことが知られている（『關東大震大火實況』、同年10月公開）。また同年10月、同社は活動写真資料研究会と共同で『史劇 和気清麿公』を製作している。同年12月、西宮市の甲陽撮影所を八千代生命が買収して設立された東亜キネマに、吾嬬撮影所長の山根幹人とともに招かれ、岩岡は甲陽撮影所長に就任した。山根は現代劇の監督となった。
1924年（大正13年）の初め、かつて活動写真資料研究会で役者や監督をしていた井上麗三が京都市北区のマキノ映画製作所等持院撮影所に招かれ、葉山三千子主演の『幸福への道』を監督するさいに、ともに京都入りし撮影を担当している。同作は「京都中央キネマ」で同年3月19日に公開された。同年7月、マキノ等持院は東亜キネマに吸収合併される。
1929年（昭和4年）、岩岡商会がアニメーション映画『二つの太陽』を製作している。同作の演出・作画は第二次世界大戦で戦死したアニメーターの草分け大石郁雄、撮影は杉山健児であった。大阪の「大毎フィルムライブラリー」等で上映されている。それ以降の記録は定かではない。
孫は書家の小宮求茜である。

## フィルモグラフィ
- 日露戦争活動写真　1905年　撮影　出演：アナトーリイ・ステッセリ、乃木希典
- 日本桜　1909年　撮影　監督・脚本：岩藤思雪、出演：関根達発　※M・パテー商会
- 日本労働問題　1919年　撮影　監督・脚本：山根幹人、原案：高松豊次郎　※活動写真資料研究会吾嬬撮影所（神田青年館）
- 生活安定の巻　1920年　監督・脚本・撮影　製作：高松豊次郎、出演：大味正徳、富田百合子、中沢照子、荒川清、加藤喜子  ※活動写真資料研究会吾嬬撮影所、プリント現存
- なまけ兵六　1921年　撮影　監督：山根幹人、原作・主演：井上麗三、脚本・助監督・出演：森岩雄、出演原百合子、浦島光代、中川信水　※活動写真資料研究会吾嬬撮影所
- 史劇 和気清麿公　1923年　撮影　撮影指揮：高松豊次郎、出演：松尾文人（子役） ※活動写真資料研究会・岩岡商会、プリント現存
- 幸福への道　1924年　撮影　監督・脚本：井上麗三、主演：葉山三千子、関操　※マキノ映画製作所等持院撮影所
- 二つの太陽　1929年　製作　アニメ映画　監督・作画：大石郁雄、撮影：杉山健児

## 註
1. 1 2 3  孫に当たる書家・小宮求茜の回想が記されている「奔放アーティストの胸キュンごはん」の記述を参照。
2. ↑  マツダ映画社サイト内の「主な所蔵「記録・実写」映像リスト」の記述を参照。年号には誤記あり。
3. ↑  「国立近代美術館フィルムセンター」サイト内の「日本映画の発見I：無声映画時代」の記述を参照。岩岡の孫・小宮の証言は、被災地を奔走する白井に、岩岡とその会社が協力したということと推測される。
4. ↑  外部リンクにあるIMDbの「Iwaoka Shôkai」の項を参照。スタッフのクレジットの誤記に注意。